# Catephia
Catephia é um gênero de traça pertencente à família Arctiidae.